# New York City Football Club
Il New York City Football Club, noto semplicemente come New York City F.C., è una società calcistica statunitense con sede nella città di New York. Dal 2015 milita nella Major League Soccer e disputa le proprie partite casalinghe allo Yankee Stadium del Bronx, impianto da 47.422 posti a sedere.
Fondato nel 2013, il club è stato acquisito congiuntamente dalla holding del City Football Group e dalla squadra di baseball dei New York Yankees per una cifra complessiva di cento milioni di dollari; dopo che ne era stata annunciata l'ammissione come ventunesima franchigia della Major League Soccer, ha iniziato l'attività agonistica in tale lega a partire dalla stagione 2015, diventando quindi la prima squadra di calcio statunitense con sede nel territorio cittadino di New York e la seconda nella relativa area metropolitana dopo i New York Red Bulls (i quali hanno sede ad Harrison, nel New Jersey).
A livello nazionale, il club di New York ha vinto una MLS  (2021), mentre in campo internazionale ha conquistato una Campeones Cup (2022).

## Storia
Nel 2010 il commissioner della MLS Don Garber rese noto l'intento della lega di assegnare una seconda squadra all'area urbana di New York, mediante la creazione di un nuovo club che iniziasse le attività nel 2013.
Nell'agosto 2012 Garber raggiunse un accordo con la proprietà del Manchester City per patrocinare la fondazione della società: la ragione sociale New York City Football Club LLC venne registrata il 7 maggio 2013 e due settimane dopo fu annunciata ufficialmente la nascita della squadra. Il 22 maggio 2013 fu comunicato l'ingaggio di Claudio Reyna come direttore sportivo del club mentre l'11 dicembre quello di Jason Kreis come allenatore.
Il primo giocatore ad essere messo sotto contratto fu David Villa il 2 giugno 2014. Il 24 luglio venne ufficializzato l'acquisto di Frank Lampard, che si aggregò alla squadra a partire dal 1º luglio 2015. Il 6 luglio 2015 venne ufficializzato l'arrivo a parametro zero di Andrea Pirlo, che firmò un contratto con il club di un anno e mezzo.
Il New York City FC debuttò in MLS l'8 marzo a Orlando, pareggiando 1 a 1 con l'altra debuttante davanti a 62.510 persone. La prima vittoria arrivò il 15 marzo al debutto casalingo allo Yankee Stadium per 2 a 0 sui New England Revolution davanti a 43.507 persone. La prima sconfitta si verificò il 28 marzo sempre in casa per 1 a 0 contro lo Sporting Kansas City. In questa stagione ci fu anche il debutto in MLS del derby di New York tra il City e i Red Bulls, che vide il City uscire sconfitto in tutti e tre gli incontri.
Il New York City FC chiuse la prima stagione della sua storia con 10 vittorie, 7 pareggi e 17 sconfitte, 49 gol fatti e 58 gol subiti, classificandosi 8º nella Eastern Conference con 37 punti e quindi non entrando nei playoff.
Il primo successo in campionato arrivò nella stagione 2021, battendo nella finale di MLS Cup i Portland Timbers ai tiri di rigore per 4-2, dopo 1-1 dei tempi supplementari. Nel 2022 arriva anche il secondo trofeo e primo internazionale, la Campeones Cup, conquistata battendo 2-0 i messicani dell'Atlas.

## Colori
Nonostante le dichiarazioni iniziali di Ferran Soriano, amministratore delegato del club, di voler perseguire una propria identità aziendale svincolata da altre realtà, quasi subito essa apparve altresì come un omaggio alle simbologie di Manchester City e N.Y. Yankees (ambedue coinvolte nell'operazione).
In merito a siffatta rassomiglianza, il direttore sportivo newyorkese Claudio Reyna la definì coerente al progetto di sviluppo e crescita dell'intera Major League Soccer, passante anche attraverso l'adozione di modelli mutuati da realtà sportive statunitensi già affermate e da club calcistici europei di chiara fama.
Il colore distintivo del club è il celeste (in inglese sky blue), mutuato dal Manchester City, cui si affiancano il blu marino (navy blue) dei New York Yankees, il bianco (comune a entrambe le suddette società) e l'arancione (mutuato dalla bandiera civica di New York ed evocante le origini olandese della Grande Mela).
La prima divisa del club (celeste con finiture bianche) fu presentata in un evento pubblico a Hell's Kitchen il 13 novembre 2014, seguita undici giorni dopo dalla maglia di cortesia (nera con finiture celesti, scollo arancione e cinque righe diagonali tono-su-tono sul torso - rappresentanti i cinque borough cittadini).
Decisamente innovativa fu la seconda maglia introdotta nel 2016, color blu marino con finiture arancioni e decorata frontalmente da un disegno a cerchi concentrici color blu elettrico imperniato sullo stemma sociale (a celebrare allegoricamente, come affermato nelle note ufficiali, "l'energia della città di New York"; rimase invece invariata la prima divisa.
Il 7 gennaio 2017 il club andò a modificare la prima maglia, abbinando alla casacca celeste (su cui apparve il disegno della bandiera civica) pantaloni blu marino.

## Simboli

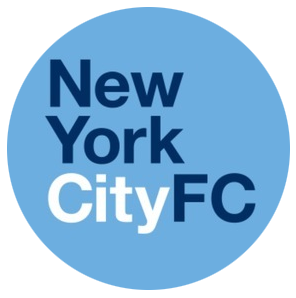
Il logo provvisorio adottato dal club nel 2013
Il logo in uso fino al 2024

Allorché nel 2013 venne annunciata la costituzione del club, esso si dotò di un simbolo provvisorio, dal design estremamente semplice: un cerchio azzurro recante inscritto il nome New York City FC. Nei mesi successivi diversi soggetti, in modo autonomo, studiarono e pubblicarono on-line proposte personali per il design di logo e maglie; la società, pur non avendo alcuna correlazione con tali iniziative, le incoraggiò, ripubblicando alcuni bozzetti attraverso i propri canali di comunicazione.
Il 4 febbraio 2014 il club annunciò che avrebbe sottoposto la scelta del logo a un sondaggio popolare condotto on-line, la cui partenza (inizialmente fissata al 3 marzo) venne ritardata allorché il board dei New York Yankees chiese il ritiro di uno dei marchi proposti, giudicandolo troppo simile al proprio e dunque in violazione di copyright.
Il 10 marzo il club pubblicò dunque due proposte di logo, entrambe opera del grafico Rafael Esquer. Essi avevano in comune l'elemento dominante (il monogramma NYC con le tre lettere intrecciate tra loro) e lo schema cromatico (articolato sui già menzionati colori celeste, blu marino, bianco e arancione) Le differenze consistevano nella forma dei marchi proposti: uno era di forma circolare (e visibilmente collegato ai logotipi frattanto adottati dalle altre società calcistiche gestite dal City Football Group), l'altro a scudetto dal profilo elaborato ed elegante. Il 20 marzo il club annunciò che il logo circolare aveva ottenuto i maggiori consensi e lo adottò in via definitiva.

## Strutture

### Stadio
Prima ancora che la squadra fosse ufficialmente costituita si era pianificato di dotarla di un nuovo stadio costruito ad hoc a Flushing Meadows Park, nel borough newyorkese di Queens. A seguito del parere sfavorevole dato al riguardo da molti soggetti tra i quali la franchigia di baseball dei New York Mets (basati al vicino Citi Field) tale piano venne presto abbandonato.
Il club ipotizzò pertanto di costruirsi il proprio stadio nel Bronx, nella zona adiacente allo Yankee Stadium, puntando a completarlo entro il 2018.
In attesa che il progetto diventi esecutivo, dal 21 aprile 2014 il New York City FC ha eletto a campo casalingo proprio lo Yankee Stadium, storico campo casalingo dei New York Yankees (comproprietari del NYCFC). In occasione delle partite di calcio lo stadio - vocazionalmente dedicato al baseball - viene adeguato ricavando un rettangolo di gioco delle dimensioni di 101×64 m nel settore esterno del diamante, sostituendo inoltre con zolle erbose quelle sabbiose della parte superiore del settore interno. Tale soluzione è oggetto di polemiche: il campo che ne risulta è infatti il più piccolo tra quelli in uso della Major League Soccer e la tenuta del manto erboso (continuamente adattato ora al calcio, ora al baseball) non risulta ottimale: ciò rende gli spazi di manovra per le squadre particolarmente ridotti e le azioni difficoltose. In aggiunta gli spalti (la cui capienza viene ridotta rispetto alle partite di baseball), non essendo ottimizzati per la conformazione di un campo da calcio, non offrono una buona visibilità al pubblico.

## Società

### Organigramma
Di seguito viene elencato l'organigramma del club (aggiornato all'8 settembre 2020).
- Kali Franklin - Vicepresidente
- Fred Bunker - Vicepresidente finanziario
- Brad Sims - Amministratore delegato

### Sponsor
Di seguito viene elencata la cronologia degli sponsor del club.
- 2015- Adidas

## Allenatori e presidenti
Di seguito viene elencata la cronologia degli allenatori del club.
- 2013-2015  Jason Kreis
- 2016-2018  Patrick Vieira
- 2019  Domènec Torrent
- 2020-2021  Ronny Deila
- 2022  Ronny Deila (gen.-giu.)
 Nick Cushing (giu.-dic) Ad Interim
- 2023-2024  Nick Cushing
- 2025  Pascal Jansen

Di seguito viene elencata la cronologia dei presidenti del club.
- 2013-2014  Tim Pernetti
- 2015-2016  Tom Glick
- 2017-2018  Jon Patricof
- 2019-  Brad Sims

## Palmarès

### Competizioni nazionali
- Campionato MLS: 1

2021

### Altre competizioni
- Campeones Cup: 1

2022

## Statistiche e record

### Partecipazione ai campionati
Di seguito la partecipazione del New York City ai campionati.
| Livello | Categoria | Partecipazioni | Debutto | Ultima stagione | Totale |
| ------- | --------- | -------------- | ------- | --------------- | ------ |
| 1º      | MLS       | 10             | 2015    | 2024            | 10     |

Negli Stati Uniti non esiste un sistema di promozioni e retrocessioni fra le leghe, quindi la distinzione in livelli delle leghe va intesa in base all'importanza commerciale del campionato e alla ratifica da parte della federazione.

### Partecipazione alle coppe
Di seguito la partecipazione del New York City alle coppe:
| Competizione              | Partecipazioni | Debutto | Ultima stagione | Totale |
| ------------------------- | -------------- | ------- | --------------- | ------ |
| Lamar Hunt U.S. Open Cup  | 8              | 2015    | 2024            | 8      |
| CONCACAF Champions League | 2              | 2020    | 2022            | 2      |
| Leagues Cup               | 8              | 2021    | 2024            | 3      |
| Campeones Cup             | 1              | 2022    | 2022            | 1      |

### Statistiche di squadra
Includendo la stagione 2022, il club ha partecipato ad otto campionati nazionali, tutti giocati in Major League Soccer; inoltre, a partire dal 2015, disputa anche la Lamar Hunt U.S. Open Cup.
Per quanto riguarda le coppe internazionali, il club ha ha partecipato a due edizioni della CONCACAF Champions League (2020 e 2022), il cui massimo traguardo raggiunto sono stati i quarti di finale nel 2022.

### Statistiche individuali

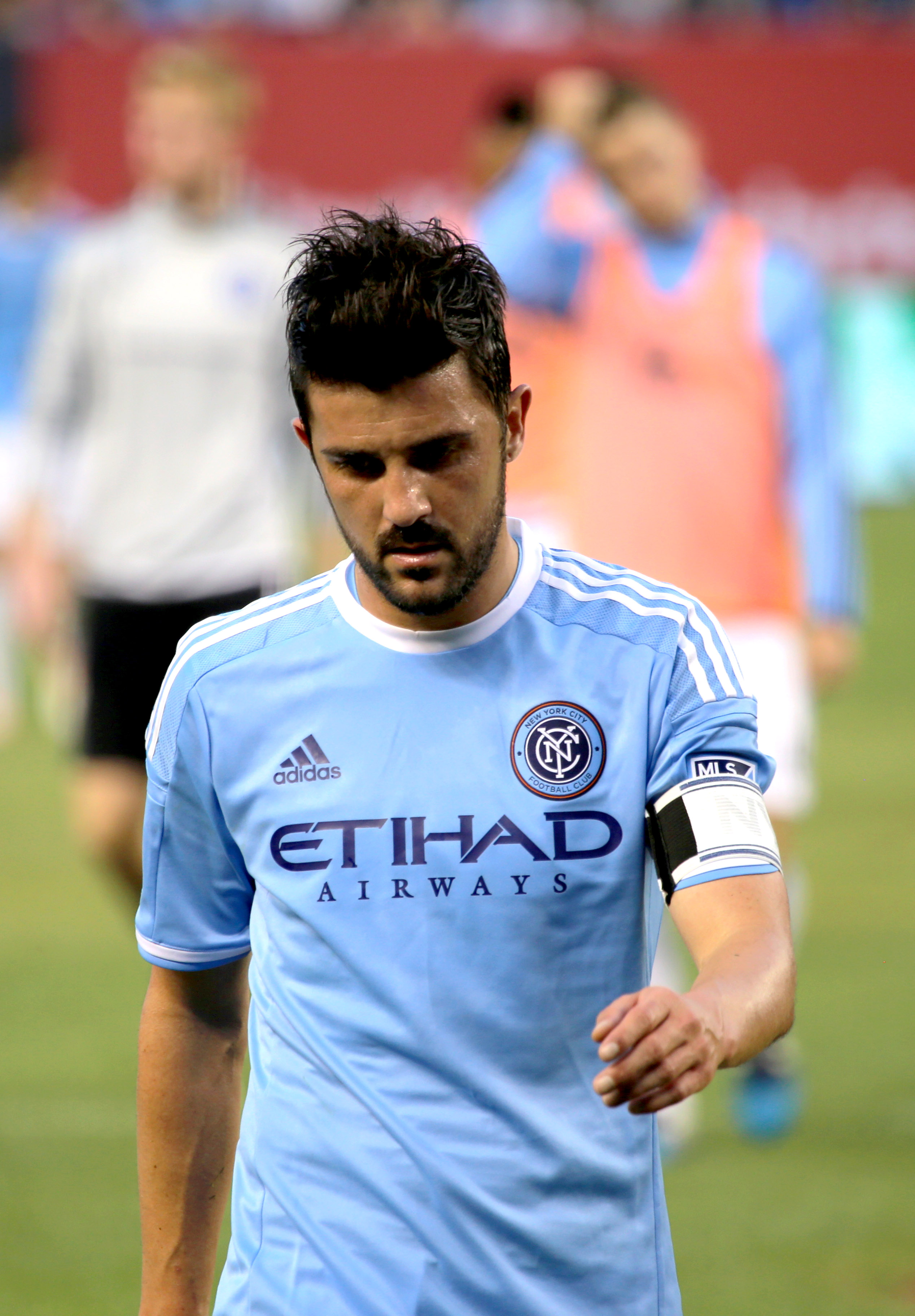
David Villa, miglior marcatore nella storia del club con 80 gol

Il calciatore che detiene il record per il maggior numero di presenze con il club è Sean Johnson con 206 apparizioni; il miglior marcatore è invece David Villa con 80 reti.
- 206  Sean Johnson (2017-2022)
- 199  Maxime Chanot (2016-2023)
- 198  Maxi Morález (2017-)
- 193  Alexander Callens (2017-2022)
- 134  Valentín Castellanos (2018-2022)

|
- 80  David Villa (2015-2018)
- 59  Valentín Castellanos (2018-2022)
- 35  Maxi Morález (2017-)
- 29  Ismael Tajouri (2018-2021)
- 27  Héber (2019-2022)

## Tifoseria

### Storia
Il gruppo ufficiale di tifoseria organizzata del New York City FC, The Third Rail, nasce subito dopo la fondazione della nuova franchigia newyorkese. Essi operano come gruppo indipendente dal club, il quale però gli fornisce l'accesso esclusivo ad un settore dello Yankee Stadium. Il significato del nome del gruppo organizzato, letteralmente La Terza Rotaia, riflette il desiderio di infondere forza e coraggio ai giocatori in campo.
Un altro importante gruppo organizzato è rappresentato dai "Templados" di ispirazione latino-americana. Gli appartenenti al gruppo sono facilmente identificabili in quanto indossano maglie arancioni sia in casa, sia in trasferta.

### Rivalità
La principale rivalità del City è quella del derby contro il N.Y. Red Bulls, fin dall'annuncio di una seconda franchigia nella città di New York la rivalità ebbe modo di accendersi. Il 12 luglio 2019, le tifoserie organizzate dei due club crearono una fondazione no profit che gestisse questo particolare evento con l’assegnazione di una coppa alla squadra vincitrice per ogni derby giocato.
Il primo incontro risale al 15 maggio 2015 alla Red Bull Arena dove i Bulls vinsero il primo derby per 2-1; la prima vittoria del City si registra dopo quattro sconfitte: dopo la cocente sconfitta del 21 maggio 2016 in casa per 0-7, il 3 luglio successivo arriva la vittoria per 2-0 con le reti di Harrison e Villa.

## Organico

### Rosa 2025
Aggiornata al 16 agosto 2025.
| N. |                              | Ruolo | Calciatore            |
| -- | ---------------------------- | ----- | --------------------- |
| 2  | Stati Uniti (bandiera)       | D     | Nico Cavallo          |
| 5  | Norvegia (bandiera)          | D     | Birk Risa             |
| 8  | Stati Uniti (bandiera)       | C     | Andrés Perea          |
| 9  | Algeria (bandiera)           | A     | Monsef Bakrar         |
| 11 | Argentina (bandiera)         | A     | Julián Fernández      |
| 12 | Serbia (bandiera)            | D     | Strahinja Tanasijević |
| 13 | Brasile (bandiera)           | D     | Thiago Martins        |
| 16 | Costa Rica (bandiera)        | A     | Alonso Martínez       |
| 17 | Austria (bandiera)           | C     | Hannes Wolf           |
| 18 | Trinidad e Tobago (bandiera) | P     | Greg Ranjitsingh      |
| 22 | Stati Uniti (bandiera)       | D     | Kevin O'Toole         |
| 23 | Stati Uniti (bandiera)       | D     | Max Murray            |
| 24 | Giamaica (bandiera)          | D     | Tayvon Gray           |
| 26 | Argentina (bandiera)         | A     | Agustín Ojeda         |
| 27 | Argentina (bandiera)         | C     | Maxi Morález          |

| N. |                         | Ruolo | Calciatore               |
| -- | ----------------------- | ----- | ------------------------ |
| 29 | Argentina (bandiera)    | C     | Máximo Carrizo           |
| 30 | El Salvador (bandiera)  | P     | Tomás Romero             |
| 32 | Stati Uniti (bandiera)  | C     | Jonathan Shore           |
| 33 | Stati Uniti (bandiera)  | D     | Prince Amponsah          |
| 35 | Slovenia (bandiera)     | D     | Mitja Ilenič             |
| 36 | Stati Uniti (bandiera)  | C     | Zidane Yañez             |
| 38 | Stati Uniti (bandiera)  | D     | Andrew Baiera            |
| 44 | Stati Uniti (bandiera)  | P     | Alexander Rando          |
| 47 | Stati Uniti (bandiera)  | C     | Jacob Arroyave           |
| 49 | Stati Uniti (bandiera)  | P     | Matt Freese              |
| 55 | Stati Uniti (bandiera)  | C     | Keaton Parks             |
| 80 | Stati Uniti (bandiera)  | C     | Justin Haak              |
| 88 | Sierra Leone (bandiera) | A     | Malachi Jones            |
|    | Argentina (bandiera)    | C     | Nicolás Fernández Mercau |
|    | Brasile (bandiera)      | D     | Raul Gustavo             |

### Rosa 2024
Aggiornata al 17 marzo 2024.
| N. |                        | Ruolo | Calciatore            |
| -- | ---------------------- | ----- | --------------------- |
| 1  | Stati Uniti (bandiera) | P     | Luis Barraza          |
| 2  | Stati Uniti (bandiera) | D     | Rio Hope-Gund         |
| 5  | Norvegia (bandiera)    | D     | Birk Risa             |
| 6  | Stati Uniti (bandiera) | C     | James Sands           |
| 7  | Serbia (bandiera)      | A     | Jovan Mijatović       |
| 8  | Stati Uniti (bandiera) | C     | Andrés Perea          |
| 9  | Algeria (bandiera)     | A     | Monsef Bakrar         |
| 10 | Uruguay (bandiera)     | A     | Santiago Rodríguez    |
| 11 | Argentina (bandiera)   | A     | Julián Fernández      |
| 12 | Serbia (bandiera)      | D     | Strahinja Tanasijević |
| 13 | Brasile (bandiera)     | D     | Thiago Martins        |
| 16 | Costa Rica (bandiera)  | A     | Alonso Martínez       |
| 17 | Austria (bandiera)     | C     | Hannes Wolf           |
| 18 | Inghilterra (bandiera) | D     | Christian McFarlane   |
| 21 | Stati Uniti (bandiera) | A     | Andres Jasson         |

| N. |                         | Ruolo | Calciatore      |
| -- | ----------------------- | ----- | --------------- |
| 22 | Stati Uniti (bandiera)  | D     | Kevin O'Toole   |
| 24 | Giamaica (bandiera)     | D     | Tayvon Gray     |
| 26 | Argentina (bandiera)    | A     | Agustín Ojeda   |
| 27 | Argentina (bandiera)    | C     | Maxi Morález    |
| 29 | Argentina (bandiera)    | C     | Máximo Carrizo  |
| 30 | El Salvador (bandiera)  | P     | Tomás Romero    |
| 35 | Slovenia (bandiera)     | D     | Mitja Ilenič    |
| 36 | Stati Uniti (bandiera)  | C     | Zidane Yañez    |
| 38 | Stati Uniti (bandiera)  | D     | Andrew Baiera   |
| 44 | Stati Uniti (bandiera)  | P     | Alexander Rando |
| 49 | Stati Uniti (bandiera)  | P     | Matt Freese     |
| 55 | Stati Uniti (bandiera)  | C     | Keaton Parks    |
| 80 | Stati Uniti (bandiera)  | C     | Justin Haak     |
| 88 | Sierra Leone (bandiera) | A     | Malachi Jones   |

### Rosa 2023
Aggiornata al 18 febbraio 2023.
| N. |                        | Ruolo | Calciatore          |
| -- | ---------------------- | ----- | ------------------- |
| 3  | Argentina (bandiera)   | D     | Brian Cufré         |
| 4  | Lussemburgo (bandiera) | D     | Maxime Chanot       |
| 5  | Brasile (bandiera)     | D     | Thiago Martins      |
| 7  | Stati Uniti (bandiera) | C     | Alfredo Morales     |
| 8  | Brasile (bandiera)     | A     | Thiago Andrade      |
| 10 | Argentina (bandiera)   | C     | Maxi Morález        |
| 11 | Algeria (bandiera)     | A     | Monsef Bakrar       |
| 13 | Stati Uniti (bandiera) | P     | Luis Barraza        |
| 15 | Stati Uniti (bandiera) | C     | James Sands         |
| 17 | Argentina (bandiera)   | C     | Matías Pellegrini   |
| 18 | Inghilterra (bandiera) | D     | Christian McFarlane |
| 19 | Stati Uniti (bandiera) | A     | Gabriel Segal       |
| 21 | Stati Uniti (bandiera) | A     | Andres Jasson       |
| 22 | Stati Uniti (bandiera) | D     | Kevin O'Toole       |

| N. |                        | Ruolo | Calciatore       |
| -- | ---------------------- | ----- | ---------------- |
| 24 | Stati Uniti (bandiera) | D     | Tayvon Gray      |
| 25 | Stati Uniti (bandiera) | P     | Cody Mizell      |
| 27 | Messico (bandiera)     | C     | Jonathan Jiménez |
| 29 | Argentina (bandiera)   | C     | Máximo Carrizo   |
| 30 | Ghana (bandiera)       | D     | Samuel Owusu     |
| 33 | Stati Uniti (bandiera) | C     | Nico Benalcázar  |
| 35 | Slovenia (bandiera)    | D     | Mitja Ilenic     |
| 38 | Brasile (bandiera)     | C     | Gabriel Pereira  |
| 43 | Brasile (bandiera)     | A     | Talles Magno     |
| 49 | Stati Uniti (bandiera) | P     | Matt Freese      |
| 55 | Stati Uniti (bandiera) | C     | Keaton Parks     |
| 80 | Stati Uniti (bandiera) | C     | Justin Haak      |
|    | Canada (bandiera)      | C     | Malcolm Johnston |

### Rosa 2022
Aggiornata al 14 marzo 2022.
| N. |                        | Ruolo | Calciatore           |
| -- | ---------------------- | ----- | -------------------- |
| 1  | Stati Uniti (bandiera) | P     | Sean Johnson         |
| 2  | Stati Uniti (bandiera) | D     | Chris Gloster        |
| 3  | Svezia (bandiera)      | D     | Anton Tinnerholm     |
| 4  | Lussemburgo (bandiera) | D     | Maxime Chanot        |
| 5  | Brasile (bandiera)     | D     | Thiago Martins       |
| 6  | Perù (bandiera)        | D     | Alexander Callens    |
| 7  | Stati Uniti (bandiera) | C     | Alfredo Morales      |
| 8  | Brasile (bandiera)     | A     | Thiago Andrade       |
| 9  | Brasile (bandiera)     | A     | Héber                |
| 11 | Argentina (bandiera)   | A     | Valentín Castellanos |
| 12 | Danimarca (bandiera)   | D     | Malte Amundsen       |
| 13 | Stati Uniti (bandiera) | P     | Luis Barraza         |
| 17 | Argentina (bandiera)   | C     | Matías Pellegrini    |

| N. |                        | Ruolo | Calciatore          |
| -- | ---------------------- | ----- | ------------------- |
| 18 | Inghilterra (bandiera) | D     | Christian McFarlane |
| 20 | Uruguay (bandiera)     | C     | Santiago Rodríguez  |
| 21 | Stati Uniti (bandiera) | A     | Andres Jasson       |
| 22 | Stati Uniti (bandiera) | D     | Kevin O'Toole       |
| 23 | Stati Uniti (bandiera) | C     | Gedion Zelalem      |
| 24 | Stati Uniti (bandiera) | D     | Tayvon Gray         |
| 25 | Stati Uniti (bandiera) | P     | Cody Mizell         |
| 26 | Uruguay (bandiera)     | C     | Nicolás Acevedo     |
| 32 | Stati Uniti (bandiera) | D     | Vuk Latinovich      |
| 43 | Brasile (bandiera)     | A     | Talles Magno        |
| 55 | Stati Uniti (bandiera) | C     | Keaton Parks        |
| 80 | Stati Uniti (bandiera) | C     | Justin Haak         |
|    | Stati Uniti (bandiera) | C     | Máximo Carrizo      |

### Rosa 2019
| N. |                        | Ruolo | Calciatore           |
| -- | ---------------------- | ----- | -------------------- |
| 1  | Stati Uniti (bandiera) | P     | Sean Johnson         |
| 3  | Svezia (bandiera)      | D     | Anton Tinnerholm     |
| 4  | Lussemburgo (bandiera) | D     | Maxime Chanot        |
| 6  | Perù (bandiera)        | D     | Alexander Callens    |
| 8  | Finlandia (bandiera)   | C     | Alexander Ring       |
| 9  | Brasile (bandiera)     | A     | Héber                |
| 10 | Argentina (bandiera)   | C     | Maxi Morález         |
| 11 | Argentina (bandiera)   | C     | Valentín Castellanos |
| 13 | Stati Uniti (bandiera) | P     | Luis Barraza         |
| 14 | Stati Uniti (bandiera) | C     | Juan Pablo Torres    |
| 15 | Belize (bandiera)      | C     | Tony Rocha           |

| N. |                        | Ruolo | Calciatore            |
| -- | ---------------------- | ----- | --------------------- |
| 16 | Stati Uniti (bandiera) | C     | James Sands           |
| 18 | Stati Uniti (bandiera) | P     | Jeff Caldwell         |
| 20 | Islanda (bandiera)     | D     | Guðmundur Þórarinsson |
| 22 | Costa Rica (bandiera)  | D     | Rónald Matarrita      |
| 23 | Stati Uniti (bandiera) | C     | Gedion Zelalem        |
| 25 | Stati Uniti (bandiera) | D     | Joe Scally            |
| 29 | Libia (bandiera)       | C     | Ismael Tajouri        |
| 33 | Stati Uniti (bandiera) | D     | Sebastien Ibeagha     |
| 41 | Stati Uniti (bandiera) | P     | Brad Stuver           |
| 55 | Stati Uniti (bandiera) | C     | Keaton Parks          |

### Staff
Staff tecnico aggiornato al 7 gennaio 2024.
- Allenatore:  Pascal Jansen
- Vice allenatore:  Mehdi Ballouchy
- Vice allenatore:  Leon Hapgood
- Vice allenatore:  Rob Vartughian
- Preparatore atletico:  Jake Roswell
- Analista:  Jorge Garcia